# تفنگ سه وضعیت ۵۰ متر

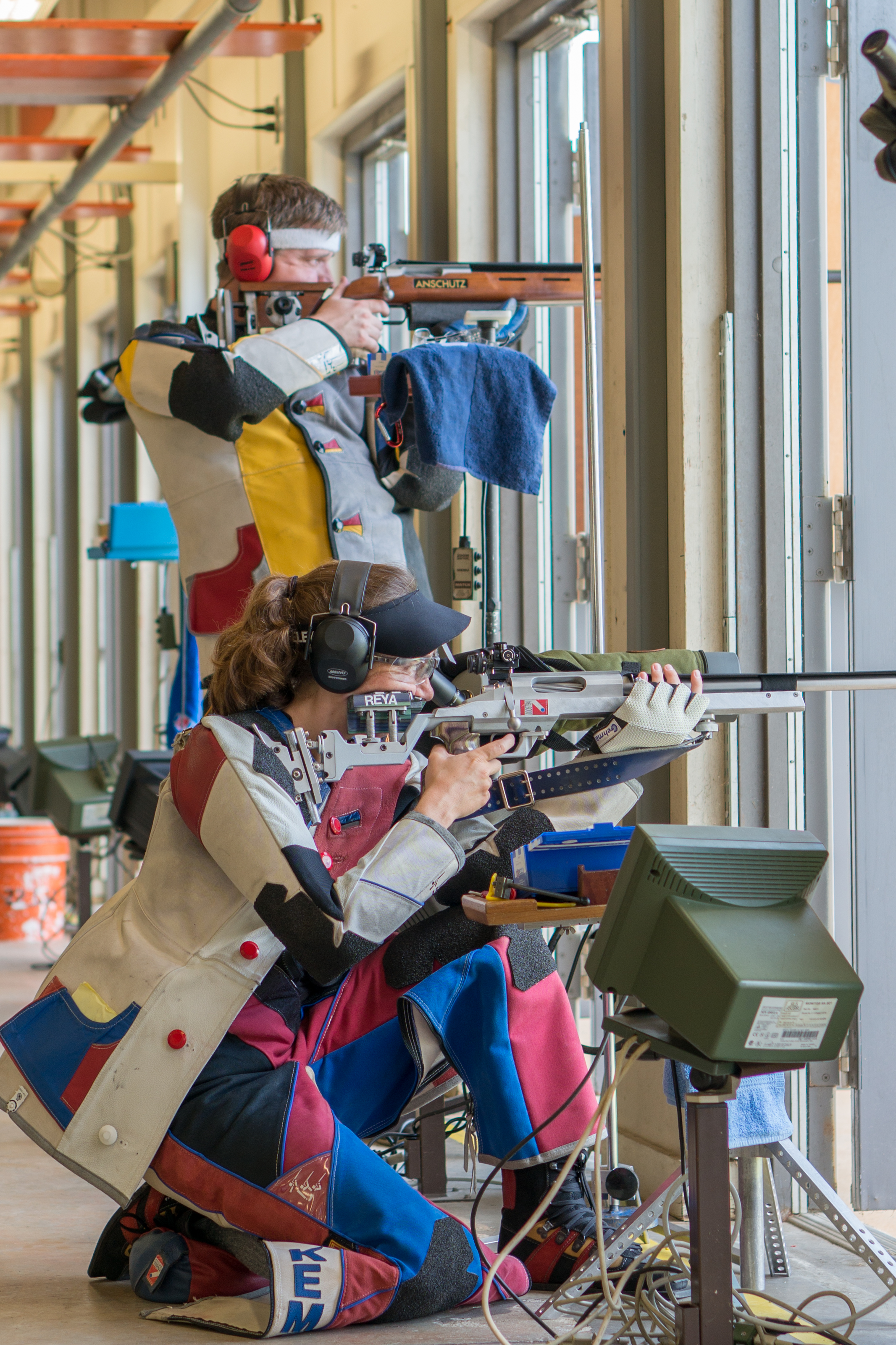
تیراندازی با تفنگ به صورت ایستاده و نشسته

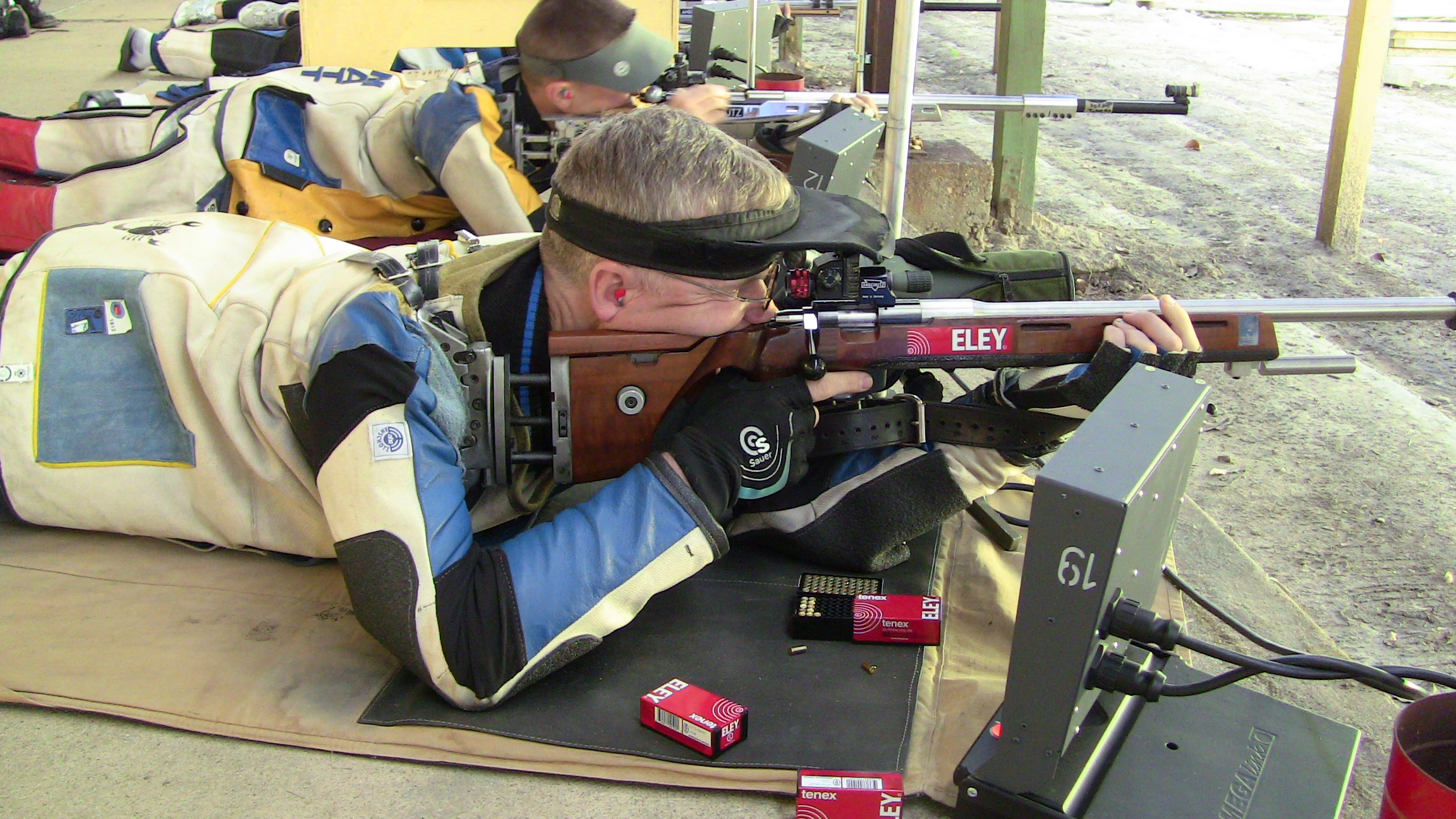
تیراندازی به صورت درازکش

سیبل تیراندازی

تفنگ سه وضعیت ۵۰ متر (انگلیسی: 50 meter rifle three positions) یکی از رشته‌های فدراسیون جهانی تیراندازی است که به سه صورت درازکش، نشسته و ایستاده انجام می‌شود.
این رشته ورزشی در مسابقات جهانی و بازی‌های المپیک با تفنگ خفیف کالیبر ۲۲. (۵٫۶ میلی‌متر) برگزار می‌شود.

## مجموع مدال‌ها در مسابقات جهانی
| رتبه  | کشور                             | طلا | نقره | برنز | مجموع |
| 1     | اتحاد جماهیر شوروی / روسیه       | ۱۸  | ۱۱   | ۱۰   | ۳۹    |
| 2     | ایالات متحده آمریکا              | ۱۲  | ۱۲   | ۷    | ۳۱    |
| 3     | بلغارستان                        | ۵   | ۳    | ۳    | ۱۱    |
| 4     | آلمان                            | ۴   | ۲    | ۲    | ۸     |
| 5     | اوکراین                          | ۲   | ۳    | ۱    | ۶     |
| 6     | فرانسه                           | ۲   | ۲    | ۲    | ۶     |
| 7     | سوئیس                            | ۲   | ۱    | ۲    | ۵     |
| 8     | چکسلواکی                         | ۲   | ۱    | ۱    | ۴     |
| 9     | فنلاند                           | ۲   | ۱    | ۱    | ۴     |
| 10    | چین                              | ۱   | ۱    | ۳    | ۵     |
| 11    | نروژ                             | ۱   | ۰    | ۶    | ۷     |
| 13    | آلمان شرقی                       | ۱   | ۲    | ۳    | ۶     |
| 14    | جمهوری چک                        | ۱   | ۰    | ۱    | ۲     |
| 15    | اسلواکی                          | ۱   | ۰    | ۰    | ۱     |
| 15    | کره جنوبی                        | ۱   | ۰    | ۰    | ۱     |
| 17    | آلمان غربی                       | ۰   | ۴    | ۴    | ۸     |
| 18    | سوئد                             | ۰   | ۴    | ۳    | ۷     |
| 19    | بریتانیای کبیر                   | ۰   | ۳    | ۰    | ۳     |
| 20    | اتریش                            | ۰   | ۱    | ۱    | ۲     |
| 20    | استونی                           | ۰   | ۱    | ۱    | ۲     |
| 20    | لهستان                           | ۰   | ۱    | ۱    | ۲     |
| 20    | جمهوری فدرال سوسیالیستی یوگسلاوی | ۰   | ۱    | ۱    | ۲     |
| 24    | صربستان و مونته‌نگرو              | ۰   | ۱    | ۰    | ۱     |
| 25    | مجارستان                         | ۰   | ۰    | ۱    | ۱     |
| 25    | اسلوونی                          | ۰   | ۰    | ۱    | ۱     |
| مجموع | مجموع                            | ۵۵  | ۵۵   | ۵۵   | ۱۶۵'  |